# 嘉郡圖書館
嘉郡圖書館是晚清時期位於浙江省嘉兴府治秀水縣（今浙江省嘉兴市南湖区一帶）的民辦公共图书馆，借縣內的秀水中學堂為其館址，與海寧州圖書館並為嘉興近代公共圖書館事業的開端。1915年（民國四年），圖書館更名「嘉興公立圖書館」，並結束其11年的歷史。圖書館亦為嘉兴市图书馆的前身之一。

## 歷史
前嘉興府知府許瑤光自同治三年（1864年）起上任，並在其任內重建了鴛湖書院。他於光緒七年（1881年）任內病卒，並遺存了一定數量的圖書於鴛湖書院裏。光緒三十年（1904年），金蓉鏡、陶葆霖、沈進忠等人捐書集款，在鴛湖書院藏書的基礎上建立嘉郡圖書館。
圖書館以秀水中學堂為館址，由學堂總理沈稚岩兼主館務，並於光緒三十年十二月十五日（1905年1月20日）聘請譚新嘉編館藏書目。嘉郡圖書館成立後，主要從事藏書編目，未向社會開放。1915年（民國四年），嘉郡圖書館改稱「嘉興公立圖書館」，嘉郡圖書館自此不復存在。

## 意義
嘉郡圖書館與海寧州圖書館並為嘉興近代公共圖書館事業的開端。嘉郡圖書館也是嘉興市圖書館的前身之一，而後者也因而自稱為中國最早的公共圖書館之一。